# Leidringen
Leidringen ist ein Ortsteil der Stadt Rosenfeld im Zollernalbkreis in Baden-Württemberg (Deutschland). Der Ort liegt südlich von Rosenfeld.

## Geographische Lage
Leidringen befindet sich etwa zweieinhalb Kilometer südwestlich von Rosenfeld, etwa vier Kilometer nordwestlich von Dautmergen und etwa vier Kilometer östlich von Trichtingen.

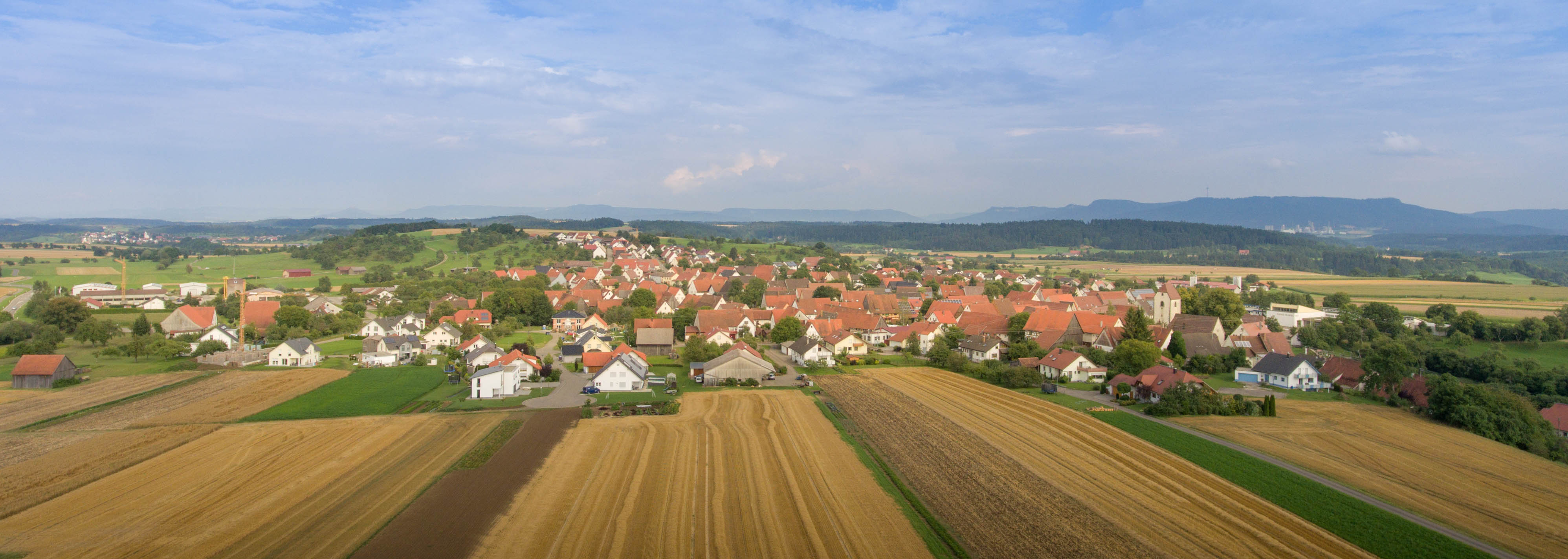
Luftaufnahme von Leidringen

## Geschichte
Die niederadeligen Herren von Leidringen, verwandt mit den Gründern des Klosters Sankt Georgen im Schwarzwald, waren bis ins 13. Jahrhundert im Ort ansässig. Sie wurden jedoch vom Kloster, dem größten Grundherrn, verdrängt. Die Landesherrschaft kam über die Herzöge von Teck 1317 an Württemberg.
Ab dem 14. Jahrhundert gehörte Leidringen zum Amt Rosenfeld. Nach dessen Auflösung im Jahr 1808 gehörte der Ort zum Oberamt Sulz und ab 1938 zum Landkreis Balingen.
Ein Ortsbuch von Leidringen mit seiner Entstehungsgeschichte wurde vom Lehrer Wilhelm Lechler und Heinz Erich Walter 1975 herausgegeben.
Am 1. Januar 1975 wurde Leidringen in die Stadt Rosenfeld eingegliedert.

## Bauwerke
Siehe auch: Liste der Kulturdenkmale in Leidringen

## Kultur und Sehenswürdigkeiten

### Musik
- Liederkranz Leidringen e. V. (gegründet 1894)

### Kultur

#### Tracht
Die Volkstracht ist 1863 im Oberamt Sulz noch ziemlich gut erhalten und nähert sich in dem nordwestlichen Teil des Bezirks der Schwarzwäldertracht; daselbst, wie in Dornhan und der Umgegend, tragen die Männer den breitkrempigen Hut (Schlapphut), einen tuchenen Rock von meist blauer Farbe, mit kurzer Taille, mit großen, platten, übereinander greifenden, weißen Metallknöpfen; nur an der Taille stehen die Knöpfe auffallend weit voneinander und zwischen denselben ist ein Dessin von heller Seide eingesteppt. Die Westen sind von dunklem Manchester oder Tuch mit platten kleinen Knöpfen und wie auch die Röcke grün ausgeschlagen. Die aus schwarzem Leder oder Zeug gefertigten Hosen werden kurz getragen nebst weißen Strümpfen und Laschenschuhen. Die ledigen Bursche tragen in neuerer Zelt statt dem Rock häufig das tuchene Wams und statt dem Hut die verbrämte Mütze. Das weibliche Geschlecht trägt das wohl kleidende deutsche Häubchen und über demselben den zierlichen, gelben Strohhut mit schwarzgefärbten Strohschnüren und Rosetten, dunkle Kittelchen, oder wenn dieses fehlt, weite reich gefältelte Hemdärmel, ein schwarzes Goller mit hellblauer, zuweilen roter, ziemlich breiter Einfassung oder vorne blau und hinten rot eingefasst, vielgefältelte, schwarze oder blaue Wilflingröcke, an den Hüften Bäuste, dunkle Schürze mit roten oder hellblauen Bändern, weiße Strümpfe und Schuhe. Die Weiber haben meist eine etwas einfachere, dunkle Kleidung. Die Tracht in Aistaig und Weiden nähert sich etwas der Tracht im Schappacher Thale; hier werden auch, wie in mehreren andern Orten (s. oben) bei Festlichkeiten von den ledigen weiblichen Personen die sog. Schappeln getragen. Auf der rechten Seite des Neckars, namentlich in den sog. Mühlbachorten zeigt die Tracht einige Verwandtschaft mit der des Unterlandes, der Schlapphut des Schwarzwälders verschwindet und an dessen Stelle tritt der sog. Dreispitz. Die schönste, am reinsten erhaltene Tracht findet man auf dem sog. kleinen Heuberg in den Orten Bickelsberg, Brittheim und Leidringen; hier trifft man bei den Männern den Dreispitzen-Hut (bei den ledigen Burschen häufig die Mütze), den blauen Rock (in Leidringen den weißen Zwillichrock) mit stehendem Kragen, breiter Taille, platten, enge gesetzten, über einander greifenden Stahlknöpfen, rothe oder blaue Brusttücher mit Rollknöpfen, sehr breite, hellblaue Hosenträger, gelbe Lederhosen und Laschenschuhe. Die weiblichen Personen tragen reich gefältelte blaue Wilflingröcke, rothe Leibchen mit breitem Brustlatz, der mit hellblauen auch grünen Bändern geschnürt wird, deutsche Häubchen, weiße Strümpfe und weiße Schürze. In Leidringen werden an dem deutschen Häubchen blaue Bänder getragen. Die früher hauptsächlich in Bickelsberg und Brittheim üblichen, gut kleidenden, sog. Stirnen, d. i. anliegende schwarze Hauben, die gegen die Stirne und die beiden Wangen sog. Schneppe hatten, sind leider in neuerer Zeit abgegangen (siehe auch: Beschreibung des Oberamts Sulz 1863). In Leidringen werden Traditionen und Bräuche immer wieder an die nächste Generation weitergegeben. Ein Verein bemüht sich, sich dem Wandel der Zeit nicht zu verschließen und das Alte mit dem Neuen zu verbinden.
- Trachtengruppe Leidringen e. V., gegründet 1966
- OGL „grüner Baum“ Leidringen e. V.

### Religion
In Leidringen befindet sich die evangelische Peterskirche.

### Museen
- Heimatmuseum Leidringen, Rottweiler Str. 33., 72348 Rosenfeld-Leidringen

### Sport

#### Sportvereine
- Sportvereinigung Leidringen e. V., gegründet 1962[8]
- Motorsportclub Leidringen e. V., gegründet 1977[9]
- Angelsportverein Leidringen e. V., gegründet 1982[10]

#### Sporteinrichtungen
- Zwei Sportplätze
- Kleiner-Heuberg-Halle

## Persönlichkeiten
- Andreas Huonker (1852–1931), Goldsucher in Nordamerika